# دير الأنبا يحنس القصير
دير الأنبا يحنس القصير، هو دير قبطي أرثوذكسي مندثر غير موجود الآن، أسسه يحنس القصير في القرن الرابع الميلادي في وادي النطرون في مصر.

## أشهر رهبان الدير
- البابا دميانوس، البابا رقم 35 للكنيسة القبطة الأرثوذكسية.
- البابا خائيل الثاني، البابا رقم 53 للكنيسة القبطة الأرثوذكسية.